# Helmut Swoboda (Schriftsteller)
Helmut Swoboda  (* 6. April 1924 in Wien; † 13. Juni 2003 ebenda) war ein österreichischer Journalist und Schriftsteller.

## Leben
Swoboda studierte nach dem Gymnasium Germanistik und Zeitungswissenschaften. Er promovierte 1948 zum Dr. phil. und 1969 zum Dr. rer. pol. Danach war er in Wien und Genf als Journalist tätig. Ab 1965 lebte er als freier Schriftsteller wieder in seiner Heimatstadt Wien. 1973 wurde er mit dem Österreichischen Staatspreis für publizistische Leistungen im Interesse der Wissenschaft und Forschung ausgezeichnet. Swoboda war Mitglied der Vereinigung Österreichischer P.E.N.-Club.
Helmut Swoboda starb am 13. Juni 2003 im Alter von 79 Jahren und wurde am 7. Juli 2003 am Südwestfriedhof (Gruppe 64, Reihe 24, Nummer 9) bestattet.

## Auszeichnungen

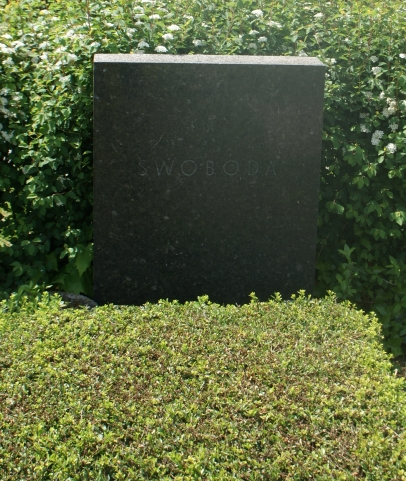
Grabstätte von Helmut Swoboda

- 1973: Österreichischer Staatspreis für Wissenschaftspublizistik
- 1973: Theodor-Körner-Preis
- 1976: Kardinal-Innitzer-Preis
- 1983: Goldenes Ehrenzeichen für Verdienste um die Republik Österreich

## Werke

### Publikationen
- Schachkuriosa. Classen, Zürich 1965.
- Der künstliche Mensch. Heimeran, München 1967.
- Der Griff nach dem Glück. Zufall, Wahrscheinlichkeit, Gewissheit. Nymphenburger Verlagshandlung, München 1968.
- (Hrsg.): Dichter reisen zum Mond. Utopische Reiseberichte aus zwei Jahrtausenden. Fischer Bücherei, Frankfurt am Main, 1969.
- (Hrsg.) Willkommen auf dem Mars. Berichte vom Leben auf anderen Planeten. Loewes Verlag, Bayreuth 1970.
- (Hrsg.) Die Pariser Kommune 1871. Deutscher Taschenbuch Verlag, München 1972.
- Hat die Zukunft eine Zukunft? Vom Wachstum in einer endlichen Welt. Fromm, Osnabrück 1972.
- Utopia. Geschichte der Sehnsucht nach einer besseren Welt. Europa-Verlag, Wien 1972.
- Zusammen mit Gerhart Bruckmann: Auswege in die Zukunft. Was kommt nach der Konsumgesellschaft? Molden, Wien München Zürich, 1974.
- Der berechenbare Mensch. Europa-Verlag, Wien 1974.
- Die Qualität des Lebens. Vom Wohlstand zum Wohlbefinden. Suhrkamp, Frankfurt am Main 1974.
- Knaurs Buch der modernen Statistik. Droemer-Knaur, München Zürich 1974.
- Richtig entscheiden. Ein Wegweiser zu optimalem Handeln. Rowohlt, Reinbek bei Hamburg 1974.
- Der Kampf gegen die Zukunft. Ein Report über die Widerstände gegen Veränderungen. Fischer Taschenbuch Verlag, Frankfurt am Main, 1978.
- Propheten und Prognosen. Hellseher und Schwarzseher von Delphi bis zum Club of Rome. Knaur, München, Zürich 1982.
- (Hrsg.): Der Traum vom besten Staat. Texte aus Utopien von Platon bis Homer. Deutscher Taschenbuch Verlag, 3. Auflg. 1987.

### Hörspiele
- Menschen Göttern gleich (29. Januar 1984, nach H. G. Wells)
- Schöne neue Welt (21. Juni 1984, nach Aldous Huxley)
- Die Schiffbrüchigen der Jonathan (1984, nach Jules Verne)
- Der Krieg mit den Molchen (11. November 1984, nach Karel Čapek)
- Auf zwei Planeten (30. Dezember 1984, nach Kurd Laßwitz)
- Wir (31. März 1985, nach Jewgeni Samjatin)
- Der Tunnel (27. Mai 1985, nach Bernhard Kellermann)